# Angolas damlandslag i handboll

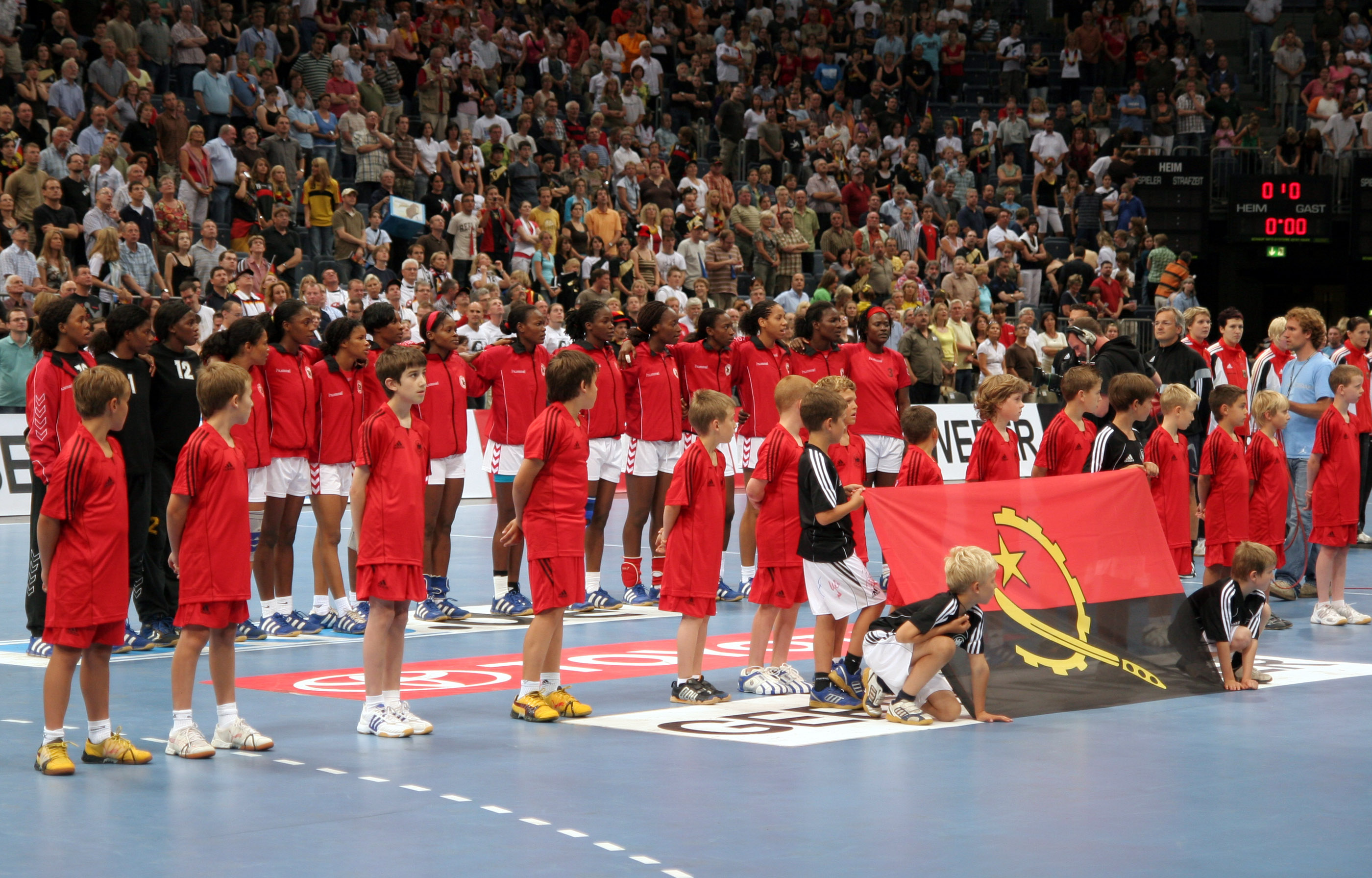
Angolas damlandslag i handboll 2008.

Angolas damlandslag i handboll representerar Angola i handboll på damsidan. Angola är Afrikas mest framgångsrika handbollslandslag på damsidan. Laget har deltagit i flera VM och OS och bästa placering är 7:a i båda turneringarna åren 2007 respektive 1996. I de afrikanska mästerskapen har de varit helt dominerande de senaste åren och haft en lång segersvit mellan 1998 och 2012. År 2014 bröts därmed sviten och de fick nöja sig med bronsmedalj. Segern gick istället till Tunisien.

## Resultat

### Resultat i deOlympiska spelen
- 1996: 7:a
- 2000: 9:a
- 2004: 9:a
- 2008: 12:a
- 2012: 10:a
- 2016: 8:a
- 2020: 10:a

### Resultat iVärldsmästerskapen
- 1990: 16:e
- 1993: 16:e
- 1995: 13:e (16:e)
- 1997: 15:e
- 1999: 15:e
- 2001: 13:e
- 2003: 17:e
- 2005: 16:e
- 2007: 7:a
- 2009: 11:a
- 2011: 8:a
- 2013: 16:e
- 2015: 16:e
- 2017: 19:e
- 2019: 15:e
- 2021: 25:e
- 2023: 15:e

### Resultat iAfrikanska mästerskapen
- 1989: 1:a
- 1991: 2:a
- 1992: 1:a
- 1994: 1:a
- 1996: 3:a
- 1998: 1:a
- 2000: 1:a
- 2002: 1:a
- 2004: 1:a
- 2006: 1:a
- 2008: 1:a
- 2010: 1:a
- 2012: 1:a
- 2014: 3:a
- 2016: 1:a
- 2018: 1:a
- 2021: 1:a
- 2022: 1:a